# Kiszufim
Kiszufim (héberül: כִּסּוּפִים) egy kibuc Izraelben, a Negev-sivatag északnyugati részén, amely a Gázai övezet mellett, 92 méterrel a tengerszint felett fekszik. 2021-ben 292 lakosa volt.

## Történelem
A falut észak és dél-amerikai cionista ifjúsági mozgalom tagjai alapították 1951-ben. Kiszufim Izrael "béke (shalom) blokkjához" tartozik, amely településegyüttesnek az a célja, hogy megvédje Izrael déli határát a Gázai övezetből beszivárgó Palesztin terroristáktól. Kiszufimban minden házban van MAMAD, egy vasbetonból készült falakkal rendelkező helyiség, amely bomba- és rakétatámadások ellen védi meg a bent tartózkodókat. A MAMADok építését az állam finanszírozta.
1999-ben a Kiszufimban született és felnőtt Dror Shaul filmrendező, szatirikus vígjátékot forgatott Nagymama hadművelet címmel. A film a kibuci életről szól.
A 2023-as kiszufimi mészárlás során a Hamász 25 izraeli és thai munkást ölt meg.

## Gazdasága
A kibuc gazdasága a tejtermelésre, a baromfitenyésztésre,  citrus- és avokádóültetvényeire támaszkodik. A kiszufimi avokádó a kibuc egyik elsődleges bevételi forrása. Kiszufimnak volt egy gyára is, amely műanyag szemüvegkereteket gyártott. A kiszufimi tejüzemben 380 tehén van, átlagos évi tejtermelése 12,800 liter.

## Régészet
Kiszufimtól körülbelül 5 kilométerre kelet-északkeletre, a HaBesor Patak partján található a környék egyik legjelentősebb régészeti lelőhelye: Tell Jemmeh. 1977 júniusában egy földműves, aki traktorjával éppen a szántóföldeken haladt át, mozaikokat fedezett fel, amelyekről úgy vélik, hogy egy hatodik század közepén épült bizánci templom padlójának részei. A régészek szerint a templom egy ókeresztény bazilika tervei alapján épült I. Constantinus római császár uralkodása idején, i. sz. 313-ban.
Kiszufimban található egy régészeti múzeum is, ahol a környéken felfedezett tárgyakat mutatják be.

## Kiszufimi átkelőhely
A Gázai övezetbe vezető közeli határállomás, amelyet a kibucról neveztek el, a Gush Katif izraeli településegyüttesbe vezető forgalom fő átkelőhelye volt. 2005. augusztus 15-én a kivonulási terv részeként véglegesen lezárták az izraeli polgári forgalom elől. Az utolsó izraeli katona 2005. szeptember 12-én hajnalban elhagyta a Gázai övezetet és bezárta maga után a kaput, ezzel befejezve az izraeli kivonulást a Gázai övezetből.

## Fordítás
Ez a szócikk részben vagy egészben  a   Kissufim című angol Wikipédia-szócikk ezen változatának fordításán alapul.  Az eredeti cikk szerkesztőit annak laptörténete sorolja fel. Ez a jelzés csupán a megfogalmazás eredetét és a szerzői jogokat jelzi, nem szolgál a cikkben szereplő információk forrásmegjelöléseként.

### Régészeti linkek
- Cohen (1980. január 1.). „The Marvelous Mosaics of Kissufim”. Biblical Archaeology Review. (Hozzáférés: 2019. október 4.)
- Cohen, Rudolph.szerk.: Tsafrir: A Byzantine church and its mosaic floors at Kissufim, Ancient Churches Revealed. Jerusalem: Israel Exploration Society, 277–282. o. (1993. június 1.). ISBN 9789652210166
- Ronen (1972. február 15.). „Upper Acheulean in the Kissufim Region”. Proceedings of the American Philosophical Society 116, 68–96. o. Regarding Early Paleolithic flint tools of Acheulean technology in the Kissufim museum.